# آراکی موراتسوگو
آراکی موراتسوگو (به ژاپنی: 荒木村次)، سامورایی و پسر ارشد آراکی موراشیگه ذر دوره آزوچی-مومویاما در ژاپن بود.
به عنوان پسر ارشد موراشیگه آراکی، یکی از ملازمان خاندان ستسو ایکدا متولد شد. هنگامی که خاندان ایباراکی در نبرد شیرایگاوارا در ۲۸ اوت ۱۵۷۱ نابود شد، او توسط پدرش به عنوان ارباب قلعه ایباراکی در ولایت ستسو منصوب شد، اما ارباب واقعی قلعه ناکاگاوا کیوهیده، یکی از ملازمان خاندان آراکی بود.
هنگامی که کیوهیده رسماً در سال ۱۵۷۷ ارباب قلعه ایباراکی شد، موراتسوگو به قلعه آماگاساکی (قلعه بزرگ) نقل مکان کرد.
هنگامی که پدرش در سال ۱۵۷۸ علیه اودا نوبوناگا (نبرد قلعه آریئوکا) شورش کرد، با پدرش برای محافظت از قلعه آریوکا همکاری کرد. موراتسوگو دختر آکچی میتسوهیده را به عنوان همسر اصل خود گرفته بود، اما آنها در این زمان طلاق گرفتند، و بعداً این زن دوباره با آکچی هیده‌میتسو ازدواج کرد. ناکاگاوا کیوهیده که از قلعه ایباراکی دفاع می‌کرد، تسلیم نوبوناگا شد و آراکی را در وضعیت بدی قرار داد. در ۲ سپتامبر ۱۵۷۹، او از پدرش موراشیگه که از قلعه آریئوکا فرار کرده بود در قلعه آماگاساکی خود استقبال کرد. در ۱۹ نوامبر، موراشیگه از نوبوناگا قول داد که «اگر قلعه آماگاساکی و قلعه هاناکوما را تسلیم کنید، هر یک از همسران و فرزندان خود را نجات خواهید داد.» پدر و پسر، آراکی کیوزائمون و دیگرانی را که برای متقاعد کردن آنها آمده بودند، نپذیرفتند؛ بنابراین موراشیگه و موراتسوگو پدر و پسر به قلعه هاناکوما که در آن آراکی موتوکیو قرار داشت (نبرد قلعه هاناکوما) نقل مکان کردند و در پایان با کمک موری تروموتو فرار کردند.